# 674

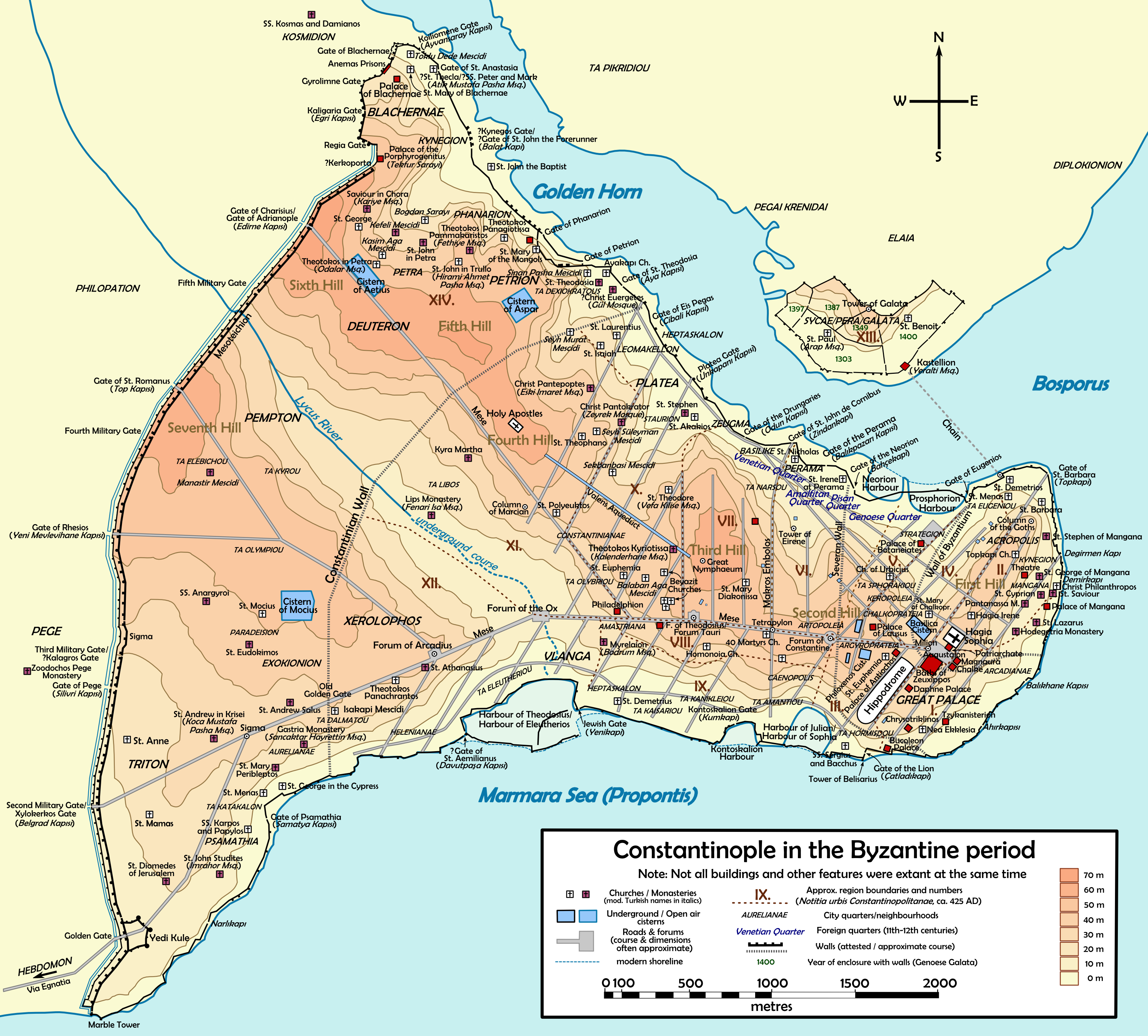
Kaart van Constantinopel en zijn Muren

Het jaar 674 is het 74e jaar in de 7e eeuw volgens de christelijke jaartelling.

## Gebeurtenissen

### Byzantijnse Rijk
- Byzantijns-Arabische Oorlog: Keizer Constantijn IV verdedigt Constantinopel tegen aanvallen van de Arabieren. Een expeditieleger onder leiding van Moe'awija I belegert de onneembare Muren van Theodosius met stormrammen en blijden. Tijdens het beleg wordt door de Byzantijnen voor het eerst Grieks vuur toegepast. De verdedigers schieten met katapults grote brandkruiken (gevuld met o.a. salpeter en zwavel) op de Arabieren af.
- Winter - De Arabische vloot blokkeert in de Zee van Marmara de aanvoerroutes naar Constantinopel. Moe'awija I – die mobiele oorlogvoering prefereert boven een langdurige belegering – trekt zich terug naar Cyzicus (huidige Turkije).

### Brittannië
- Koning Ecgfrith van Northumbria verslaat een Angelsaksische coalitie onder leiding van Wulfhere van Mercia en voegt Lindsey bij zijn koninkrijk.
- Koning Cenwalh van Wessex wordt opgevolgd door koningin Seaxburh, die op haar beurt wordt opgevolgd door haar zoon Æscwine.

## Religie
- Benedictus Biscop sticht Wearmouth-Jarrow Abbey, gelegen aan de rivier de Wear (huidige Sunderland). Hij laat zijn verzamelde boeken en relikwieën onderbrengen in het klooster.

## Geboren
- Poppo, koning van de Friezen (overleden 734)